# 다윈의 아치
다윈의 아치(영어: Darwin's Arch, 스페인어: Arco de Darwin)는 태평양 갈라파고스 제도의 다윈섬 남동쪽에 있는 천연교였다. 자연적인 침식과 중력으로 2021년 5월 17일에 붕괴되었으며, 두 기둥만 남았다. 이후 관광과 다이빙 산업에서 일하는 일부 지역 주민들이 현재 남아있는 암석탑에 "진화의 기둥"(영어: Pillars of Evolution)이라는 별명을 붙였다.
다윈의 아치는 다윈섬과 함께 영국의 자연주의자 찰스 다윈의 이름을 따서 명명되었다.